# Жагата, Улдис Вилюмович
Улдис Вилюмович Жагата (латыш. Uldis Žagata; 17 марта 1928, Ерская волость или Ери, Ерская волость — 17 июня 2015, Лиелварде) — латышский советский танцовщик, артист балета, балетмейстер, хореограф, педагог. Народный артист СССР (1988), «некоронованный король латышского сценического танца».

## Биография

### Ранние годы
Родился в Ерской волости Валмиерского уезда (по другим источникам — в Еру) (ныне в Руйиенском крае Латвии) в крестьянской семье. В детстве Улдису нравилась музыка — он пытался играть на аккордеоне, на скрипке в деревенских компаниях.
В 1937 году семья в поисках работы переехала в Ригу. Отец Вилюмс обучился профессии сапожника и открыл мастерскую, мать Мария подрабатывала швейными заказами и воспитывала Улдиса и его младшего брата Эрика.
В Рижской 48-й основной школе учился в одном классе с Вией Артмане, которая готовилась поступать в студию при Художественном театре и склоняла к этому Улдиса. Однако денег семье не хватало, поэтому после освобождения Латвийской ССР от немецко-фашистских захватчиков Улдис в 1944 году поступил в Рижский государственный техникум, чтобы стать слесарем-механиком. «Мне и во сне не могло присниться, что я стану балетным танцовщиком», — признавался Жагата в старости.
Дядя однокашника Жагаты, Эгила Шавея, работал в Латвийском театре оперы и балета и устроил туда Улдиса на работу, что позволило ему избежать призыва в армию. Улдиса приняли статистом в труппу. Знакомство с солистом балета Яном Граудом помогло ему найти себя: он начал заниматься в балетной студии театра, что было непросто ввиду возраста начинающего танцовщика.

### В латвийском балете
В 1945 году У. Жагата был зачислен в балетную труппу театра. В 1948 году окончил балетную студию (ныне Рижское хореографическое училище) при театре. Он учился в так называемом «звёздном классе» у Валентина Блинова вместе с Марисом Лиепой, Артуром Экисом, Харальдом Ритенбергом.
Поступив в профессиональную труппу балета, Жагата быстро стал солистом. Среди его ролей Петя в балете «Юность», русский воин Никита в «Лайме», Гормодий в «Спартаке». Под руководством коллеги и педагога-репетитора театра Валентина Блинова он создал немало ярких концертных номеров. Его призванием стали характерные танцы, а постоянной партнёршей — темпераментная Айя Баумане.
В 1951 году Жагата начал преподавать танец в Доме культуры Балдоне, позже — в Рижской средней школе прикладных искусств. Именно тогда он создал свои первые хореографические работы в жанре народного танца.
В 1963 году состоялась его первая крупная постановка: балет «Шакунтала» по мотивам индийского эпоса, в которой он выступил ассистентом балетмейстера Е. Тангиевой-Бирзниеце. Это была огромная школа освоения балетного языка.
С 1963 по 1968 год он был художественным руководителем студенческого ансамбля народного танца «Данцис» Латвийского государственного университета. На эту работу Жагату тоже вдохновила Тангиева-Бирзниеце.
Этот коллектив стал творческой лабораторией хореографа Жагаты, который разрабатывал новые методики тренировок так, чтобы добиться профессионального исполнения от участников, которые приходили на занятия 2-3 раза в неделю. При этом он использовал не только танцевальные, но и спортивные, и силовые упражнения. Под руководством Жагаты «Данцис» вошёл в число лучших танцевальных коллективов республики, получил звание заслуженного народного коллектива (1966) и медаль Всемирного фестиваля молодёжи и студентов в Софии (1968). Одним из факторов успеха ансамбля был оригинальный репертуар, составленный из специально поставленных У. Жагатой танцев.
Изучая латышский народный танец, Жагата начал ставить собственные самобытные хореографические «дуэты», которые исполнял с Айей Баумане. Это открыло бесконечные возможности латышского народного танца и прославило его за рубежом.
В 1963 году он был удостоен звания заслуженного артиста Латвийской ССР одновременно со своим педагогом В. Блиновым и партнёршей Айей Баумане.
С 1970 года У. Жагата — художественный руководитель танцевальных концертов Латвийских праздников песни и танца.

### Ансамбль «Дайле»
В 1968 году Жагата закончил сценическую карьеру как артист и был назначен художественным руководителем Государственного ансамбля танца Латвийской ССР «Дайле» (1968--1989 годы).
На эту должность он согласился не сразу: министр культуры Владимир Каупуж и руководитель Латвийской государственной филармонии Филипп Швейник уговаривали его год. Начало работы было трудным: сложно было найти профессиональных танцовщиков, добиться истинно сценической виртуозности исполнения. Но команда была сформирована, репертуар сложился благодаря собственным постановкам.
Под руководством Жагаты ансамбль приобрёл международное признание и получил звание заслуженного коллектива республики. Гастролировал со своим коллективом по городам СССР и за рубежом (Франция, Швеция, Финляндия, Мексика, Чили, Венесуэла, Уругвай, Япония, Индия, Греция, Германия).

### Расцвет ансамбля
За 21 год работы Жагата поставил для ансамбля 15 авторских программ и около 200 новых танцев. Его главной задачей было представить латышский сценический танец, а не превратить народное искусство в музей. Его единомышленниками были балетные репетиторы Мара Баяре и Байба Екшиня, дирижёры Г. Орделовскис, Я. Григалис, М. Иванов, Айвар Клинденберг, художники по костюмам Мирдза Кангаре-Матуле и Ингмара Залите. Режиссёрами программ были Альфред Яунушанс, Петерис Луцис, Михаил Кублинский, Роберт Лигерс. Танцы для ансамбля ставили также его ученики Инта и Эгилс Полисы.
«Главный принцип работы коллектива — современность, необходимость танцевать, играть и петь современно, искать новые средства выражения и стилистические приёмы, — говорил У. Жагата. — Нельзя искусственно установить для себя рамки и танцевать только так, как было в начале XIX века. Латышский танец не сформировался в какой-то абстрактной „народной“ среде, он напитывался от разных соседних народов, на него влияли не только танцы других народов, но также их языки, музыка, пластическое искусство. Не латыши придумали основные шаги вальса или польки, но если мы сегодня от них откажемся, придётся списать далеко не один танец, зачисленный нами в золотой фонд латышской хореографии. Так же обстоит дело с ритмическими синкопами, новыми позами, движениями рук, соединениями. В своей хореографической работе я не хочу и умею ограничивать себя: только по-латышски и больше никак. Не хочу составлять слова и предложения только из букв, записанных сто лет назад, если их можно дополнить всем новым, что дают современная жизнь и искусство. У „Дайле“ есть свои выразительные средства, и фольклор в чистом виде не является сценическим представлением..»

### Ликвидация ансамбля
На глазах У. Жагаты после восстановления независимости Латвии в 1997 году было ликвидировано его детище жизни — ансамбль «Дайле», который тогдашнее руководство Министерства культуры при поддержке творческой интеллигенции заклеймило как просоветский и пропагандистский, созданный для демонстрации расцвета латышской нации и её счастья в семье советских народов. «Не происходит ликвидация „Дайле“ как творческого коллектива: он утрачивает привилегию быть на полном государственном обеспечении, — заявила поэтесса Мара Залите. — Утрачивает условия существования без конкурентов, роль фаворита. Государство предлагает поддержку конкретных творческих проектов, а не зарплатную ведомость». В подтверждение своей правоты она также приводила аргумент о том, что профессиональные ансамбли танца республике не нужны, так как она делает упор на этнографические танцы. Профессиональный хор «Латвия» тем не менее был сохранён. За ансамбль вступились народный поэт Латвии Имант Зиедонис, балетный критик Эрик Тивум, Рижская дума предложила софинансирование в размере 35 тысяч латов в год, однако Министерство своего решения не изменило.
«Сейчас есть 4 профессиональных оркестра, хоры… Toго, что больше нет профессионального ансамбля танца, я простить не могу. В середине 1990-х всем не хватало денег. Но кто пойдёт танцевать за 100 латов? Сейчас ни один миллионер не спустится со своих небес, чтобы поделиться с народным танцем и людьми, способными его нести. Посмотрите: Марис Янсонс весь мир сделал своим концертным залом! Наша проблема в себе. Не мне был нужен „Дайле“, но молодёжи, которая находится в „олимпийской форме“. Много мы грешим, что не думаем о своих. Сочувствую руководителям детских ансамблей „Дзинтариньш“ и „Зелта сиетиньш“. Они так много вкладывают в детей, развивают их способности, а где эти таланты потом могут найти себя?» — горько сетовал маэстро.

### Последние годы
В последние годы жизни Улдис Жагата жил в Лиелварде, в собственноручно построенном доме на улице с музыкальным названием Банютас, 1 (Банюта — латышская опера). Участок для застройки ему, как и многим деятелям латвийского балета, предоставил в середине 1960-х годов председатель колхоза-миллионера «Лачплесис» Э. Каулиньш. Зимы он проводил у дочери в Лудзе.
Улдис Жагата умер 17 июня 2015 года в Лиелварде. Похоронен 26-го июня на кладбище Лачплеша в Лиелварде.

## Руководитель Вселатвийских праздников песни и танца
С 1970 года У. Жагата был руководителем 15 Вселатвийских праздников танца, генеральным руководителем и почётным руководителем, художественным руководителем и режиссёром:
- VI—XI праздники танца: генеральный руководитель (1970; 1975; 1980; 1985; 1990; 1993);
- XII—XV праздники танца: почётный генеральный руководитель (1998; 2003; 2008; 2013);
- III—V праздники песни и танца латвийских школьников: генеральный руководитель (1972; 1979; 1984);
- VIII праздник песни и танца латвийской школьной молодёжи (2000), праздник «Риге — 800» (2001): почётный генеральный руководитель;

С 1970 года в репертуаре Праздников танца — поставленные У. Жагатой номера «Es mācēju danci vest», «Jautrās dzirnavas», «Ai, tēvu zeme», «Dejotprieks», «Senais dancis», «Pasaciņa», «Dailes lokā», «Zvejnieku svētkos», «Tāles sauc», «Garais dancis», «Aiz ezera augsti kalni», «Pūt, vējiņi!».

## Балетные партии
- Бирбанто — «Корсар» на музыку А. Адана, Л. Делиба, Р. Дриго, Ц. Пуни
- Петя — «Юность» М. Чулаки
- Никита — «Лайма» А. Лиепиня
- Грейн — «Ригонда» Р. Гринблата
- Гармодий — «Спартак» А. Хачатуряна

## Награды и звания
- Заслуженный артист Латвийской ССР (1963)
- Народный артист Латвийской ССР (1973)
- Народный артист СССР (1988)
- Государственная премия Латвийской ССР (1982)
- Орден Трудового Красного Знамени (1971)
- Орден Дружбы народов (1980)
- Офицер ордена Трёх Звезд (1998)[8]
- Пожизненный стипендиат Государственного фонда культурного капитала Латвии.